# モーリー・ヘイゼル
モーリー・ヘイゼル（Molly Helsel、1978年1月21日 - ）は、アメリカ合衆国の女性総合格闘家。カリフォルニア州サンディエゴ出身。サンディエゴ・コンバット・アカデミー所属。
グラップリングの師匠はバレット・ヨシダ。

## 来歴
2003年3月15日、Rumble on the Rockでプロデビュー。
2005年11月19日、HOOKnSHOOT: 2005 Women's Grand Prixに出場。準々決勝、準決勝を勝ち抜くも、決勝でジュリー・ケッツィーに1-2の判定負けを喫し準優勝となった。
2006年9月15日、スマックガール第2代ミドル級（-58kg）女王決定戦で赤野仁美と対戦し、腕ひしぎ十字固めによる一本負けを喫した。
2007年8月25日、BodogFightでたま☆ちゃんと対戦し、三角絞めによる一本勝ちを収めた。
2010年1月30日、King of the Cage in 沖縄 2010 登竜門でロクサン・モダフェリと対戦し、チョークスリーパーによる一本負けを喫した。
2010年12月17日、JEWELS 11th RINGでHIROKOと65kg契約で対戦し、2Rに3度のダウンを奪われTKO負けとなった。

## 戦績
| 総合格闘技 戦績 | 総合格闘技 戦績 | 総合格闘技 戦績 | 総合格闘技 戦績 | 総合格闘技 戦績 | 総合格闘技 戦績 | 総合格闘技 戦績 |
| --------------- | --------------- | --------------- | --------------- | --------------- | --------------- | --------------- |
| 22 試合         | (T)KO           | 一本            | 判定            | その他          | 引き分け        | 無効試合        |
| 9 勝            | 3               | 6               | 0               | 0               | 1               | 0               |
| 13 敗           | 2               | 3               | 8               | 0               | 1               | 0               |

| 勝敗 | 対戦相手                   | 試合結果                                 | 大会名                                                                | 開催年月日     |
| ○    | Lori Agins                 | 2R 2:10 腕ひしぎ十字固め                 | World Fighting Federation 17                                          | 2014年11月22日 |
| ×    | マリアンナ・ケーフェッツ   | 5分3R終了 判定0-3                        | XFC 14: Resurrection                                                  | 2011年10月21日 |
| ×    | HIROKO                     | 2R 3:12 TKO（3ノックダウン：パンチ連打） | JEWELS 11th RING                                                      | 2010年12月17日 |
| ×    | アシュリン・デイリー       | 5分3R終了 判定0-3                        | Cage Warriors 39: The Uprising                                        | 2010年11月27日 |
| ×    | レイナ・コルドバ           | 5分3R終了 判定0-3                        | FiteNite 14                                                           | 2010年11月8日  |
| ×    | ロクサン・モダフェリ       | 2R 3:18 リアネイキドチョーク             | King of the Cage in 沖縄 2010 登竜門                                  | 2010年1月30日  |
| ○    | アマンダ・デュヴァル       | 1R 1:12 TKO（パンチ連打）                | Maximo Fighting Championship                                          | 2009年10月17日 |
| ×    | アレクシス・デイビス       | 5分5R終了 判定0-3                        | RW 5: Mayhem in the Mist 【RW女子バンタム級王座決定戦】               | 2009年10月10日 |
| ○    | アンバー・タケット         | 1R チョークスリーパー                    | Total Combat 32                                                       | 2008年10月2日  |
| ×    | サラ・カフマン             | 2R 2:44 TKO（パンチ連打）                | HCF: Crow's Nest 【HCF女子バンタム級タイトルマッチ】                  | 2008年3月29日  |
| ○    | たま☆ちゃん                | 1R 3:30 三角絞め                         | BodogFight: Vancouver                                                 | 2007年8月25日  |
| ○    | エマ・ブッシュ             | 2R 1:36 チョークスリーパー               | HOOKnSHOOT: Live                                                      | 2007年5月19日  |
| ×    | カリーナ・ダム             | 5分3R終了 判定0-2                        | BodogFight: Costa Rica Combat                                         | 2007年2月16日  |
| △    | リズ・ポズナー             | 5分2R終了 ドロー                         | Kick Enterprises                                                      | 2006年12月22日 |
| ×    | ジュリー・ケッツィー       | 5分3R終了 判定0-2                        | HOOKnSHOOT: The Women Return                                          | 2006年11月18日 |
| ×    | 赤野仁美                   | 2R 1:32 腕ひしぎ十字固め                 | SMACKGIRL 2006 〜群女割拠〜 【スマックガール第2代ミドル級女王決定戦】 | 2006年9月15日  |
| ×    | ジュリー・ケッツィー       | 5分3R終了 判定1-2                        | HOOKnSHOOT: 2005 Women's Grand Prix 【決勝】                          | 2005年11月19日 |
| ○    | リサ・ワード               | 1R 三角絞め                              | HOOKnSHOOT: 2005 Women's Grand Prix 【準決勝】                        | 2005年11月19日 |
| ○    | ケリン・ヒューン           | 1R サブミッション                        | HOOKnSHOOT: 2005 Women's Grand Prix 【準々決勝】                      | 2005年11月19日 |
| ○    | ヴィクトリア・レミントン   | 1R KO（膝蹴り）                          | HOOKnSHOOT: The Final Showdown                                        | 2005年9月10日  |
| ○    | シャウニー・アルヴァラード | 3R 1:35 TKO（パンチ連打）                | Warriors Quest 9: Resurrection                                        | 2005年5月23日  |
| ×    | ジュネル・マルケス         | 2R 3:53 腕ひしぎ十字固め                 | HOOKnSHOOT: Evolution 2                                               | 2004年11月6日  |
| ×    | Emery Seguccio             | 5分2R終了 判定0-3                        | Rumble on the Rock 2                                                  | 2003年3月15日  |